# Hazza Salem Al Faresi
Bản mẫu:Arabic name
 Hazza Salem MOHD SAEED AL FARESI (tiếng Ả Rập: هزاع سالم محمد سعيد الفارسي; sinh ngày 1 tháng 1 năm 1989) là một cầu thủ bóng đá người Các Tiểu vương quốc Ả Rập Thống nhất thi đấu cho Al Wasl FC.
Anh thi đấu 2 trận cho Al Wasl FC tại Giải vô địch bóng đá các câu lạc bộ châu Á 2010.